# John Herbert Hollomon
John Herbert Hollomon, Jr. (12 de marzo de 1919 – 8 de mayo de 1985), generalmente conocido como J. Herbert Hollomon, fue un notable ingeniero estadounidense y miembro fundador de la National Academy of Engineering.

## Biografía
Hollomon nació en Norfolk (Virginia), y en 1946 recibió su D.Sc. por el Massachusetts Institute of Technology (MIT) en metalurgia. Se unió a los Laboratorios de General Electric en Schenectady, Nueva York, donde accedió a director general.
En 1962, fue nombrado primer secretario adjunto para la ciencia y la tecnología del Departamento de Comercio de Estados Unidos. En ese rol estableció los Servicios de Administración de Ciencias Ambientales (más tarde, el National Oceanic and Atmospheric Administration), el Consejo Asesor de Comercio técnico, y el programa de Servicios Técnicos Estatales. Se desempeñó durante parte de 1967 en calidad de subsecretario de Comercio, pero dejó el gobierno por la Universidad de Oklahoma donde sirvió un año como rector designado y dos como rector.
En 1970, Hollomon retornó al MIT como consultor del presidente y posteriormente como profesor de ingeniería. En 1983, se mudó al campus de la Universidad de Boston, donde permaneció hasta su muerte. 

## Honores
- Hollomon Hall en el campus de la Universidad de Oklahoma se nombró en su honor.